# Brooklyn Village
Pour les articles homonymes, voir Little Men.
Pour plus de détails, voir Fiche technique et Distribution.
Brooklyn Village (Little Men) est un film dramatique américain écrit et réalisé par Ira Sachs et sorti en 2016.

## Synopsis
Inséparables depuis leur récente rencontre, Jake et Tony se retrouvent au milieu du conflit qui oppose leurs parents. En effet, la mère de Tony refuse de payer un loyer plus élevé pour la boutique dont les parents de Jake ont hérité à la mort de son grand-père.

## Fiche technique
- Titre français : Brooklyn Village
- Titre original : Little Men
- Réalisation : Ira Sachs
- Scénario : Ira Sachs et Mauricio Zacharias
- Photographie : Óscar Durán
- Montage : Mollie Goldstein
- Musique : Dickon Hinchliffe
- Pays de production : États-Unis, Brésil, Grèce
- Budget : 2 millions $[1]
- Dates de sortie :
  - États-Unis : 5 août 2016
  - France : 21 septembre 2016

## Distribution
- Jennifer Ehle : Kathy Jardine
- Greg Kinnear : Brian Jardine
- Paulina García : Leonor Calvelli
- Michael Barbieri : Tony Calvelli
- Theo Taplitz : Jake Jardine
- Alfred Molina : Hernan
- Talia Balsam : Audrey
- Clare Foley : Sally
- Arthur J. Nascarella : Stu Gershman
- Stella Schnabel : l'actrice collège de Brian
- Elia Monte-Brown : Bianca
- Melanie Mahanna : la cliente
- Johnny Serret : le visiteur du musée
- Ching Valdes-Aran : Merlene
- Mauricio Bustamante : le professeur de théâtre
- Stan Carp : Sal Bartolini
- Yolanda T. Ross : Valentina
- Kevin D. McGee : Audience member
- Teeka Duplessis : Eva
- Bryan Webster : Park Ranger
- Madison Wright : Julia
- Kellan McCann : le camarade de classe de Tony

### Box-office
| - Mondial : 1 958 380 $ - dont États-Unis : 702 537 $ | - France : 117 255 entrées - dont Paris : 65 083 entrées |

## Nominations et récompenses
- Présenté hors compétition au 32e Festival de Sundance
- Présenté dans la section Panorama au 66e Festival de Berlin
- Grand prix du 42e Festival de Deauville